# Subotiw
Subotiw (ukr. Суботів; pol. hist. Subotów) – wieś na Ukrainie, w obwodzie czerkaskim, w rejonie czerkaskim, nad rzeką Tiasmyn. W 2023 roku liczyła 579 mieszkańców.
Miejsce pochowania Bohdana Chmielnickiego. We wsi znajdują się dwa muzea.

## Historia
Według artykułu autorstwa Edwarda Rulikowskiego, zamieszczonego w SgKP, założenie wsi miało miejsce w pierwszych latach XVI wieku. Obszar, na którym wieś pierwotnie się znajdowała, należał wpierw do starostwa czerkaskiego, następnie do korsuńskiego. W 1616 r. starosta korsuński Jan Daniłowicz, wojewoda ruski, nadał Michałowi Chmielnickiemu grunt w starostwie korsuńskim. Chmielnicki pochodził podobno z Mazowsza i był szlachcicem herbu Habdank. Przeniósł się on na Ukrainę i tam osiadł pierwotnie w Lisiance (w starostwie białocerkiewskim), potem przebywał na dworze Żółkiewskich w Żółkwi, a następnie u Jana Daniłowicza w Olesku. U tego ostatniego został podstarościm w Czehryniu. Na nadanym sobie gruncie założył futor.
Urodzony w Subotowie lub w Czehryniu Bohdan Chmielnicki wszedł w spór z podstarościm Danielem Czaplińskim, który najechał Subotów, porwał kochankę Chmielnickiego i sądownie próbował przejąć wieś. Bohdan Chmielnicki w 1648 roku zbudował we wsi zamek, zniszczony przez wojska Stefana Czarnieckiego w 1664 roku.
Siedziba dawnej gminy Subotów w powiecie czehryńskim guberni kijowskiej.

## Zabytki
- Cerkiew św. Eliasza z 1656 r., miejsce poświęcenia mieczy przez Bohdana Chmielnickiego[5] i jego pochowania w 1657 roku. Cerkiew ma wymiary 18,19 i 15,91 m. oraz mury grubości dwóch metrów. W 1954 roku ustawiono w niej symboliczny kamienny nagrobek Bohdana Chmielnickiego. W 1995 roku zdjęto dachówkę i dach pokryto blachą miedzianą.
- Dzwonnica z 1869 r. przy cerkwi
- Wzgórze zamkowe
- Trzy kamienne krzyże